# Райгородоцька селищна рада
Райгородо́цька се́лищна ра́да — колишня адміністративно-територіальна одиниця та орган місцевого самоврядування у розформованому Слов'янському районі Донецької області. Адміністративний центр — селище міського типу Райгородок.

## Загальні відомості
- Населення ради: 5 193 особи (станом на 2001 рік)

## Населені пункти
Селищній раді підпорядковані населені пункти:
- смт Райгородок
- смт Донецьке
- с. Карпівка
- с. Селезнівка

## Склад ради
Рада складається з 30 депутатів та голови.
- Голова ради: Гадяцький Олександр Іванович
- Секретар ради: Удовиченко Валерій Леонідович

### Керівний склад попередніх скликань
| Прізвище, ім'я, по батькові  | Основні відомості                                                        | Дата обрання | Дата звільнення |
| ---------------------------- | ------------------------------------------------------------------------ | ------------ | --------------- |
| Гадяцький Олександр Іванович | Селищний голова, 1959 року народження, освіта вища, член Партії регіонів | 26.03.2006   | 31.10.2010      |
| Гадяцький Олександр Іванович | Селищний голова, 1959 року народження, освіта вища, член Партії регіонів | 31.10.2010   |                 |

Примітка: таблиця складена за даними сайту Верховної Ради України

### Депутати
За результатами місцевих виборів 2010 року депутатами ради стали:

#### За суб'єктами висування
| Суб'єкт висування | Кількість обраних депутатів | %   |
| ----------------- | --------------------------- | --- |
| Партія регіонів   | 30                          | 100 |

#### За округами
| № округу        | Прізвище, ім'я, по батькові       | Дата визнання обраним | Освіта  | Партійна приналежність | Відомості про обраного депутата                                      |
| --------------- | --------------------------------- | --------------------- | ------- | ---------------------- | -------------------------------------------------------------------- |
| Партія регіонів |                                   |                       |         |                        |                                                                      |
| 1               | Мельник Світлана Іванівна         | 04.11.2010            | середня | позапартійна           | КЛПЗ «Райгородоцька дільнична лікарня», медична сестра               |
| 2               | Степаненко Микола Володимирович   | 04.11.2010            | середня | позапартійний          | пенсіонер                                                            |
| 3               | Черепня Тетяна Віталіївна         | 04.11.2010            | вища    | член Партії регіонів   | Райгородоцька загальноосвітня школа І-ІІІ ст., вчитель               |
| 4               | Максимюк Інна Олександрівна       | 04.11.2010            | вища    | член Партії регіонів   | Райгородоцька селищна рада, спеціаліст І категорії                   |
| 5               | Мозгунова Олена Петрівна          | 04.11.2010            | вища    | позапартійна           | ПЧ-3 Красний Лиман, двірник                                          |
| 6               | Шульга Надія Василівна            | 04.11.2010            | вища    | позапартійна           | І Слов'янська державна нотаріальна контора, секретар                 |
| 7               | Колесник Алевтина Миколаївна      | 04.11.2010            | вища    | член Партії регіонів   | Райгородоцька селищна рада, діловод                                  |
| 8               | Куксенко Володимир Олександрович  | 04.11.2010            | середня | позапартійний          | Райгородоцького будинку приро-ди та дозвілля, електрик               |
| 9               | Пристинська Наталія Василівна     | 04.11.2010            | середня | член Партії регіонів   | пенсіонер                                                            |
| 10              | Тичина Ігор Олександрович         | 04.11.2010            | вища    | позапартійний          | ВАТ ВКФ «ВІНС», начальник гаражу                                     |
| 11              | Пристінський Сергій Іванович      | 04.11.2010            | вища    | позапартійний          | Локомотивне ДЕПО м. Слов'янська, машиніст електропотягу              |
| 12              | Врюкало Тетяна Миколаївна         | 04.11.2010            | середня | позапартійна           | Райгородоцька селищна рада, прибиральниця                            |
| 13              | Колмиков Сергій Олександрович     | 04.11.2010            | вища    | позапартійний          | приватний підприємець                                                |
| 14              | Капшук Світлана Вікторівна        | 04.11.2010            | вища    | член Партії регіонів   | Райгородоцький дошкільний навчальний заклад «Ялинка», вихователь     |
| 15              | Макєєва Людмила Геннадіївна       | 04.11.2010            | середня | позапартійна           | Райгородоцький дошкільний навчальний заклад «Ялинка», медична сестра |
| 16              | Лозовой Євген Олексійович         | 04.11.2010            | вища    | член Партії регіонів   | приватний підприємець                                                |
| 17              | Тесленко Олена Анатоліївна        | 04.11.2010            | середня | позапартійна           | Філія «Україна», польовий бригадир                                   |
| 18              | Мельникова Валентина Михайлівна   | 04.11.2010            | вища    | член Партії регіонів   | Райгородоцька загальноосвітня школа І-ІІІ ст., вчитель               |
| 19              | Цівковський Іван Спиридонович     | 04.11.2010            | середня | позапартійний          | пенсіонер                                                            |
| 20              | Сєрова Тамара Олексіївна          | 04.11.2010            | середня | позапартійна           | пенсіонер                                                            |
| 21              | Олійник Таісія Анатоліївна        | 04.11.2010            | вища    | член Партії регіонів   | Райгородоцька селищна рада, спеціаліст І категорії                   |
| 22              | Олейникова Валентина Іванівна     | 04.11.2010            | середня | член Партії регіонів   | Райгородоцька загальноосвітня школа І-ІІІ ст., завгосп               |
| 23              | Грисенко Василь Дмитрович         | 04.11.2010            | вища    | член Партії регіонів   | СРВУ КП "Компанія «Вода Донбасу», начальник                          |
| 24              | Шульга Людмила Юріївна            | 04.11.2010            | середня | член Партії регіонів   | Райгородоцький дошкільний навчальний заклад «Ялинка», повар          |
| 25              | Жариков Артем Сергійович          | 04.11.2010            | вища    | позапартійний          | Управління праці та соціального захисту населення СРДА, начальник    |
| 26              | Звєрєв Олександр Володимирович    | 04.11.2010            | середня | член Партії регіонів   | СРВУ КП "Компанія «Вода Донбасу», електромонтер                      |
| 27              | Шамрай Людмила Василівна          | 04.11.2010            | середня | член Партії регіонів   | КЛПЗ «Райгородоцька дільнична лікарня», старша медична сестра        |
| 28              | Матвієнко Дмитро Віталійович      | 04.11.2010            | середня | позапартійний          | Слов'янські районні електромережі, електромонтер                     |
| 29              | Бондаренко Світлана Олександрівна | 04.11.2010            | середня | позапартійна           | ДПСКРЦ «Слов'янський курорт», апаратник ТЕУ                          |
| 30              | Удовиченко Валерій Леонідович     | 04.11.2010            | вища    | член Партії регіонів   | Райгородоцька селищна рада, секретар                                 |